# كركديه
الكركديه (بالإنجليزية: Roselle) واسمه العلمي (Hibiscus sabdariffa)، نوع من النباتات المزهرة من جنس الخطمي ينتمي إلى الفصيلة الخبازية. يعود موطنه الأصلي لإفريقيا، وعلى الأرجح غرب إفريقيا. ومنها انتشر إلى آسيا وجزر الهند الغربية خلال القرنين السادس عشر وأوائل القرن السابع عشر، حيث نمى طبيعياً منذ ذلك الحين في العديد من الأماكن. تُستخدم سيقانه لإنتاج ألياف اللحاء وعادة ما تنقع أوراق كؤوسه المجففة ذات مذاق التوت البري لصنع مشروب شاي الكركديه الشهير.

## وصفه
هو عشبة سنوية أو معمرة أو شجيرة قزمية، يصل ارتفاعها إلى 2-2.5 م (7-8 قدم). وتكون أوراقها عميقة من ثلاث إلى خمس فصوص، بطول 8-15 سم (3-6 بوصات)، مرتبة بالتناوب على السيقان.
يبلغ قطر الأزهار 8-10 سم (3-4 بوصات)، ولونها بيضاء إلى صفراء باهتة مع بقعة حمراء داكنة عند قاعدة كل بتلة، ولها كأس قوي وواضح عند القاعدة، بعرض 1-2 سم (0.39-0.79 بوصة)، وينمو إلى 3-3.5 سم (1.2-1.4 بوصة) ويصبح سميكاً ذو لون أحمر قرمزي عميق عند نضوج الثمرة، وهو ما يستغرق حوالي ستة أشهر.

## أسمائه

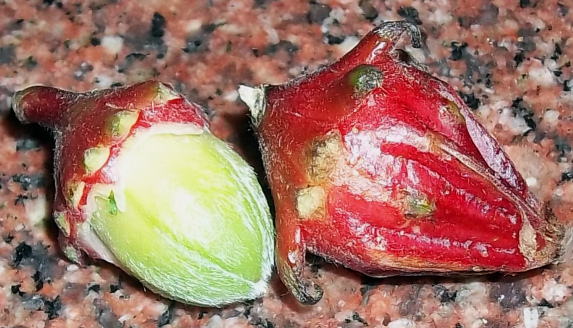
الرأس

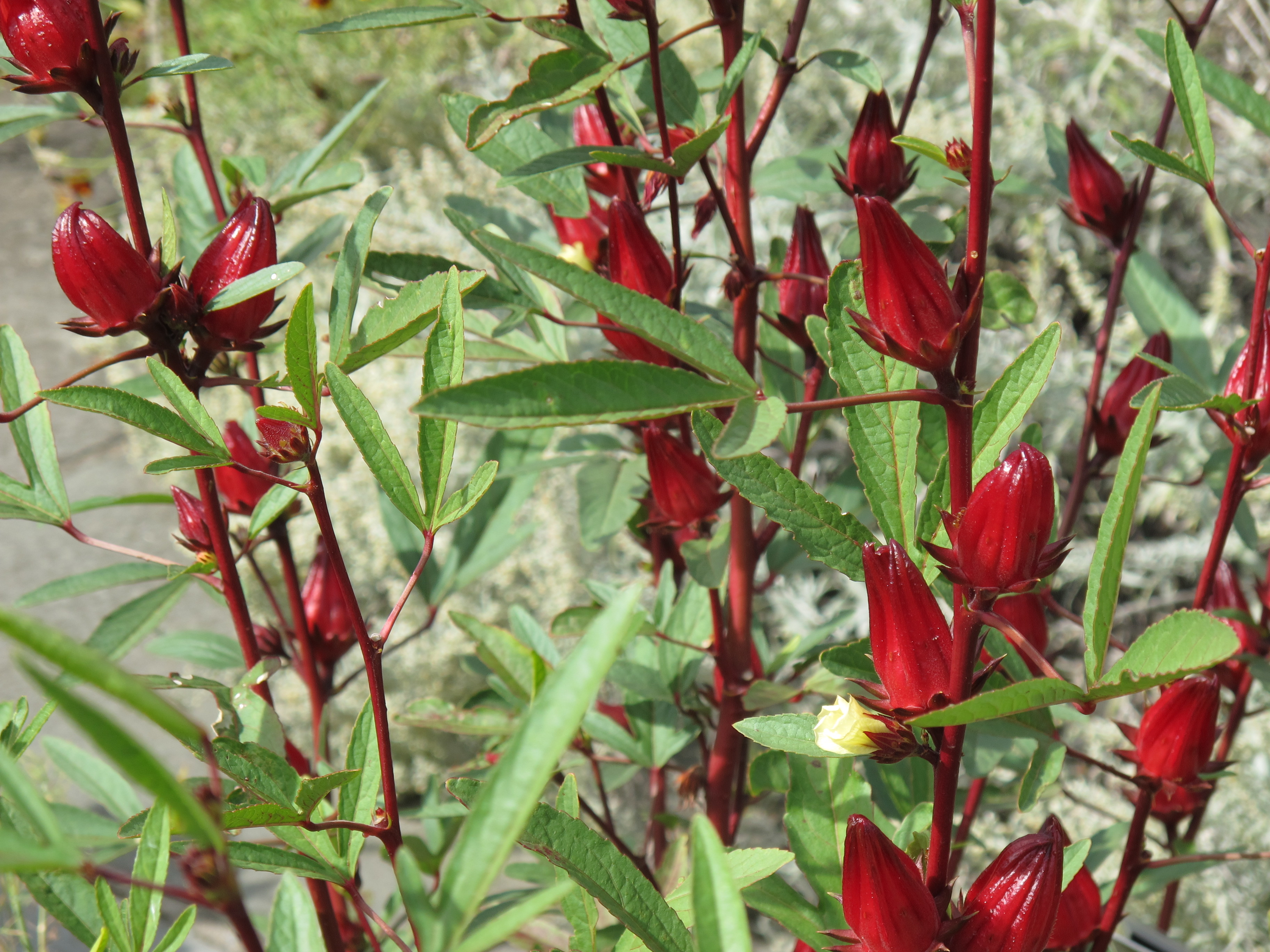
شجيرات النبات

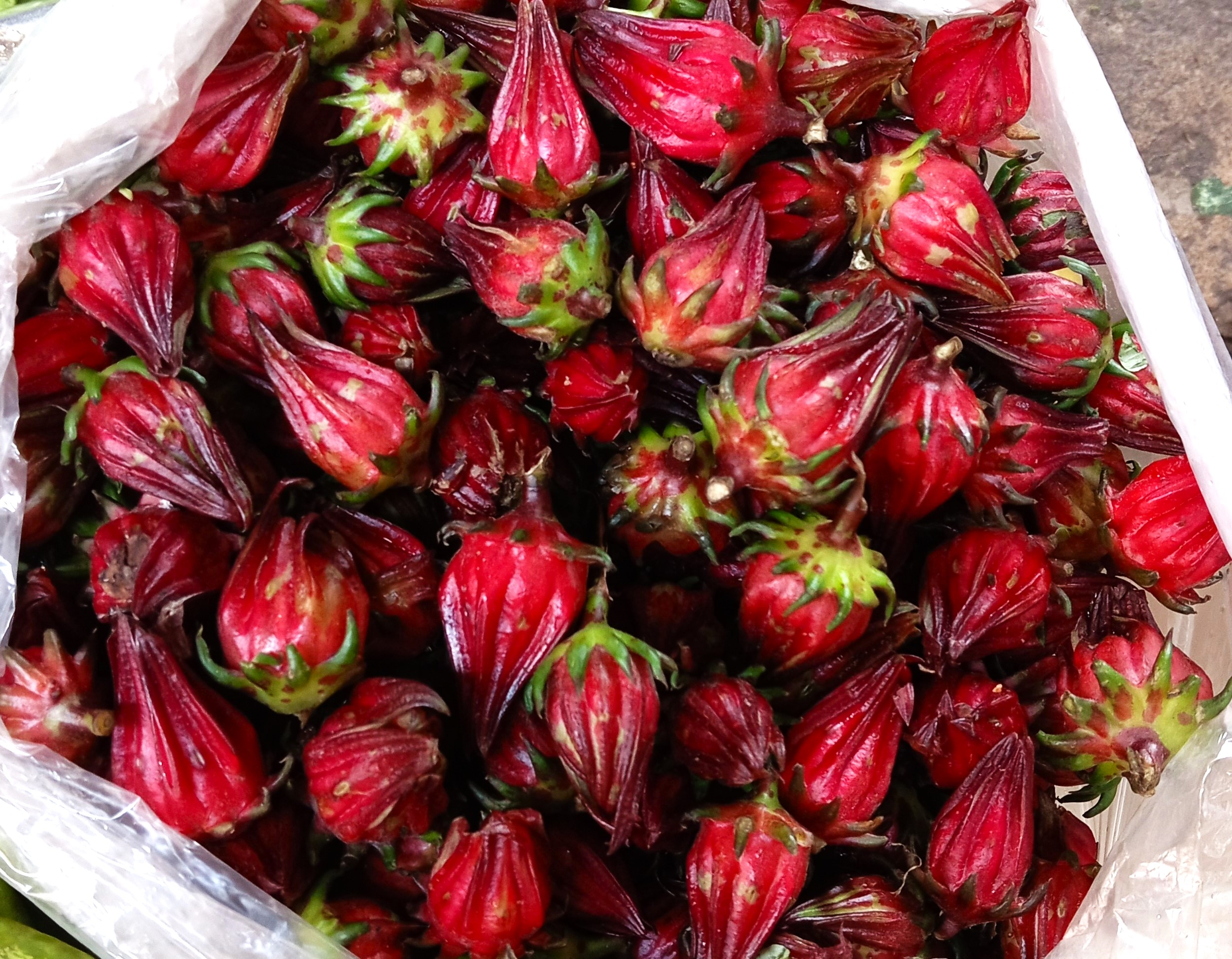
ثمار الكركديه (Hibiscus sabdariffa)، غرب البنغال، الهند.

### آسيا
يُعرف باسم كركديه في العربية، تشين باونغ (ချဉ်ပေါင်) في البورمية، لوشنهوا (洛神花) في الصينية، كراتشياب (กระเจี๊ยบ) في التايلاندية، سوم فو (ສົ້ມພໍດີ) في اللاوية، وسلوك كو (ស្លឹកជូរ) وساندان ته (សណ្តាន់ទេស) وماكو بارانج (ម្ជូរបារាំង) أو ماكو بريك (ម្ជូរព្រឹក) في الخميرية، و(cây bụp giấm)، (cây quế mầu)، أو (cây bụt giấm) في الفيتنامية.

### جنوب آسيا
يُعرف الكركديه باسم تشوكور/تشوكاي (চুকুর/চুকাই)، وأملامادهور (অম্লমধুর) في البنغالية. ويطلق عليه شعب المارما في منطقة تلال جاتجام في بنغلاديش اسم يا بونغ.
ويطلق عليه اسم تينجامورا (টেঙামৰা) في شمال شرق الهند والمناطق المحيطة بها، من قبل مجموعات عرقية أصلية مختلفة في آسام. بالإضافة إلى ذلك، يُعرف باسم هويلفا (হইলফা) في السيلهيتية، وداشانغ أو داتشانغ في اللغة الأتونغية، ومويتا عند شعب البودو، وأميلي عند شعب تشاكما في الغالب في جاتجام، وغلادا عند شعب غارو، وكاندرونغ عند شعب تيوا، وهانزرونغ عند شعب كاربي (مجموعة أصلية في آسام)، وهانتسرب عند شعب لوثا في ناجالاند. ومن أسمائه الأخرى أوكيرو عند الماو، وسيلو سوغري عند الميتي، و بلتشاندا (बेलचण्डा) عند النيباليين. وتستخدم أسماء آنثور سن (كركديه أحمر) في لغة هاكا تشين، ولاخر آنثور في لغة ميزو، وهمياكو سايبا (كركديه أحمر) أو ماتو همياكو في لغة مارا في ميزورام بالهند وولاية تشين في ميانمار.
كما يُعرف الكركديه في لغة أوديا باسم كاونريا ساغا (କାଊଂରିଆ ଶାଗ) في مقاطعتي كورابوت ومالكانجيري في أوديشا، وخاتا بالانغا (ଖଟାପାଳଙ୍ଗ) في منطقة جاجتسنغور وكوتاك وتاكابهندي (ଟକଭେଣ୍ଡି) في منطقة بالاسور وذلك في شرق ووسط الهند. ويُطلق عليه كودروم أو ديبا ساج في اللغة الناجبورية (لغة سادري) في منطقة تشوتا ناجبور. وهو يُعرف أيضاً بأسماء أخرى بلغات مختلفة في هذه المنطقة، مثل إيبيل جونجور، والتي تعني «فاكهة النجم» في اللغة المندارية.
وفي جنوب وغرب الهند، يُعرف باسم بوندي بالي (ಪುಂಡಿ ಪಲ್ಯ) أو بوندي سوبو (ಪುಂಡಿ ಸೊಪ್ಪು) في الكنادية، وماثيبولي (മത്തിപ്പുളി) أو بوليفيندا (പുളിവെണ്ട) في الماليالامية، وأمبادي (अंबाडी) في ولاية مهاراشترة، وبوليشا كيراي (புளிச்சகீரை) في التاميلية، وغونغورا (గోంగూర) في التيلوغوية.

### أستراليا
يُعرف الكركديه باسم (rosella) أو (rosella fruit) في أستراليا. وقد جرى توطينه في أستراليا ويُعتقد أن إدخاله كان من خلال التعاملات مع تجار ماكاسار. كما يوجد في أستراليا أيضاً نوع أصلي من الكركديه، الكركديه متباين الأوراق، والمعروف باسم ويرونغ (wyrrung) لدى شعب كوري الأصلي في نيو ساوث ويلز. وهو يستوطن الأجزاء الشرقية من نيو ساوث ويلز وكوينزلاند وهو واحد من حوالي 40 نوعاً من الكركديه الأصلي في أستراليا.

### إفريقيا
يُعرف الكركديه في غرب أفريقيا، باسم إسابا بين شعب اليوروبا في جنوب غرب نيجيريا وياكوا من قبل شعب الهاوسا في شمال نيجيريا الذين يطلقون على البذور أيضاً اسم قورقوزو وغطاء الثمرة زوبورودو أو زوبو. ويُطلق عليه اسم أوجو أو أوكورو-أوزو في لغة الإغبو المستعملة في جنوب نيجيريا، وكذلك الكاميرون وغينيا الاستوائية.
يُطلق على النبات اسم أشوي بينما يُشار إلى الثمرة باسم أغبندي أشوي بين شعب تيف في وسط نيجيريا. ويستهلك في المقام الأول كحساء في ثلاثة أشكال: تُطهى الأوراق إما أو تُبخَّر وتُسحق على حجر طحين، ويُعتبر طعاماً شهياً عبر هذه الطريقة بسبب الحفاظ على الطعم الحامض المميز للأوراق. كما يُطهى الغطاء الخارجي للثمرة (من النوع الأخضر) كحساء لا يحتوي على الطعم الحامض للأوراق. نادراً ما يُطهي النوع الأحمر من الثمرة (إن وجد)، بل يجرى غليها وتبريد المستخلص وشربها (مثل الشاي أو الصودا عند إضافة السكر). يُعرف هذا الشكل باسم زوبو، وهو في الواقع اسم مستعار، تماماً كما جرى استعارة طريقة التحضير هذه. ويُستخدم هذا النوع الأحمر تقليدياً كصبغة لتلوين الخشب والمواد المماثلة.
يُعرف الكركديه باسم شيا أو فوليري في اللغة الفولانية، التي يتحدث بها عدد من البلدان في غرب ووسط إفريقيا. ويُعرف باسم بيساب في اللغة الولوفية في السنغال. ويُعرف باسم بيريلي في الداغبانية، وتسمى التوابل الحامضة المصنوعة من الزهور كانانجون. ويُطلق عليه اسم وجدا في لغة موسي، إحدى اللغات الإقليمية الرسمية الأربع المستخدمة في بوركينا فاسو.
يُطلق على الكركديه في وسط إفريقيا اسم نغاي-نغاي، (في لغة لينغالا) في جمهورية الكونغو الديمقراطية، بينما يُطلق عليه في جمهورية إفريقيا الوسطى اسم دونغو أو نغبي في لغة سانغو.
يُطلق على الكركديه اسم (ከርከዴ) في اللغة الأمهرية والتغرينية في شرق إفريقيا، بينما يُطلق عليه اسم تشويا في اللغة السواحيلية، إحدى اللغات الرسمية في مجموعة شرق إفريقيا.

### الأمريكتان
يُعرف الكركديه أيضاً باسم توت فلوريدا البري أو الحميض الجامايكي في الولايات المتحدة. ويُطلق عليه اسم ساريل أو فلور دي جامايكا بالإسبانية في جميع أنحاء أمريكا الوسطى.
ويُعرف باسم الحميض في العديد من أجزاء منطقة البحر الكاريبي الناطقة باللغة الإنجليزية، بما في ذلك ترينيداد وتوباغو وجامايكا ومعظم الجزر في جزر الهند الغربية. ويُعرف باسم غروسيل باي، أو غوزي بي في لغة كريول الأنتيلية في جزر الهند الغربية الفرنسية.
وله عدد من الأسماء في البرازيل، بما في ذلك فيناجرا، وكارورو أزيدو، وهو جزء مهم من طبق إقليمي لولاية مارانهاو، «أروز دي كوكسا».

### التغذية

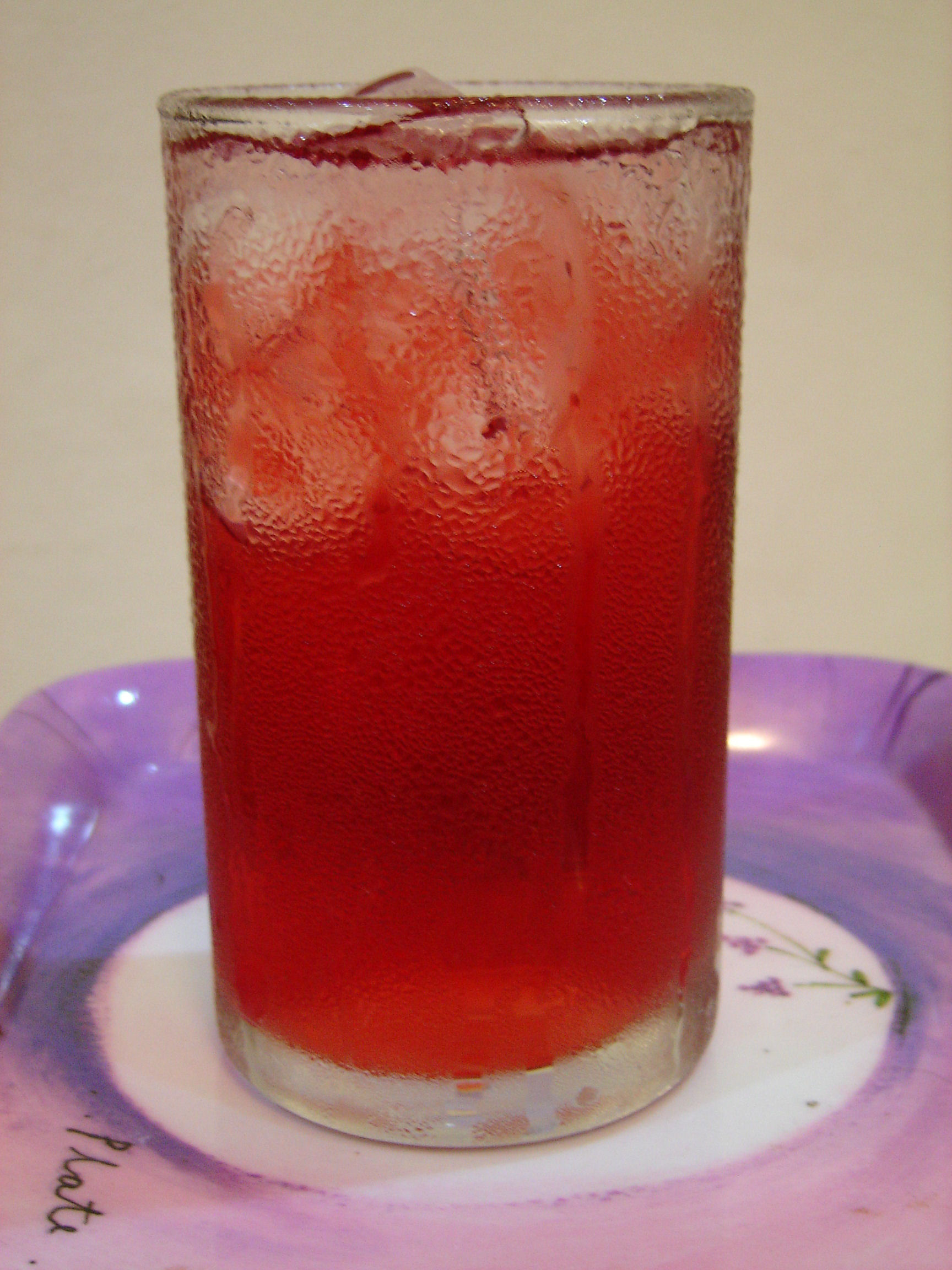
مشروب الكركديه البارد

## تركيبه

### المواد الكيميائية النباتية
أوراق الكركديه مصدر جيد للمركبات متعددات الفينول. تشمل المركبات الرئيسية التي جرى تحديدها حمض النيوكلوروجينيك وحمض الكلوروجينيك وحمض الكريبتوكلوروجينيك وحمض الكافيويلشيكيميك ومركبات الفلافونيد مثل الكيرسيتين والكامبفيرول ومشتقاتهما. وزهوره غنية بالأنثوسيانين، وكذلك حمض البروتوكاتيكويك. تحتوي الكؤوس المجففة على الفلافونيد جوسيبتين وهيبسيتين وسابداريتين. وصبغته الرئيسية ليست دافنيفيلين. توجد كميات صغيرة من الميرتيلين (دلفينيدين 3-مونوجلوكوزيد) وكريسانثينين (سيانيدين 3-مونوجلوكوزيد) ودلفينيدين. وبذور الكركديه مصدر جيد لمضادات الأكسدة القابلة للذوبان في الدهون، وخاصة جاما توكوفيرول.

## استخداماته

### الطهي
يُعرف الكركديه أيضاً باسم «كودروم» باللغة المحلية في بهار وجهارخاند. تُستخدم بتلات الثمرة الحمراء الزاهية في الجطني التي تتميز بطعم حلو وحامض.
يُطلق على الكركديه اسم «خاتيه فولي» أو «أمبادي فولي» باللغة القبلية المحلية في منطقة سابوتارا (بالقرب من حدود ولاية مهاراشترة/كجرات). تُمزج أوراق خاتيه فولي مع الفلفل الأخضر والملح وبعض الثوم لإعداد الصلصة والبهاجي الذي يُقدم مع خبز الباكو المصنوع من جوار (الذرة الرفيعة) أو باخو (الدخن). وتتناوله القبائل كوجبة إفطار في بداية يومهم. يُحضر طبق جاف أو «سوكي باجي» بأوراق خاتيه فولي.[بحاجة لمصدر]
يُطلق على الكركديه اسم «غونجورا» ويُستخدم على نطاق واسع في مطبخ أندرا. تُطهى الأوراق بالبخار مع العدس وتُطهى مع الدال. هناك طبق فريد آخر يُعد عن طريق خلط الأوراق المقلية مع التوابل وتحويلها إلى غونغورا باكادي، الطبق الأكثر شهرة في أندرا وتلنغانة والذي يوصف غالباً بأنه ملك جميع الأطعمة في أندرا.[بحاجة لمصدر]
ويطلق عليه اسم سوجري في اللغة المانيبورية ويستخدم كخضار. ويُطهى عموماً دون زيت عن طريق غليه مع بعض الأعشاب الأخرى والأسماك المجففة وهو المفضل لدى شعب مانيبور. حيث ينمو هذا النبات في كل منزل تقريباً.
ويُطلق عليه اسم تشين باونغ يويت («الأوراق الحامضة» حرفياً) في المطبخ البورمي، حيث يستخدم الكركديه على نطاق واسع ويعتبر ميسور التكلفة. وربما يكون أكثر الخضروات تناولاً وشعبية في بورما. تُقلى الأوراق بالثوم والروبيان المجفف أو الطازج والفلفل الأخضر أو تُطهى مع السمك. كما يعد الحساء الخفيف المصنوع من أوراق الكركديه ومرق الروبيان المجفف طبقاً شائعاً.
يطهي شعب بايتي في مانيبور الكركديه والجلجل، المعروفين محلياً باسم أنثوك مع الدجاج أو السمك أو السلطعون أو لحم الخنزير أو أي نوع من اللحوم، ويجرى طهيهما كحساء ضمن أحد أطباقهم التقليدية.
يُعرف الكركديه باسم جالدا في تلال جارو في ميغالايا، ويُستهلك مسلوقاً مع لحم الخنزير أو الدجاج أو السمك. وتُجفف أوراقه بعد الرياح الموسمية، وتُحول إلى مسحوق، ثم تُخزن للطهي خلال فصل الشتاء كحساء مسحوق الأرز، المعروف باسم جالدا جيسي بورا. يُعرف النبات محلياً باسم جاجيو في تلال خاسي في ميغالايا، وتُستخدم الأوراق في المطبخ المحلي، مطهية مع الأسماك المجففة والطازجة. يطبخ شعب بودو والمجتمعات الآسامية الأصلية الأخرى في شمال شرق الهند أوراقه مع السمك أو الروبيان أو لحم الخنزير مع غليها كخضروات والتي تستمتع بأكلها كثيراً. وفي بعض الأحيان يضيفون الغسول المحلي المسمى كاروي أو كار لتقليل حموضته وإضافة نكهة.
تُستخدم الأوراق والزهور لإضافة الحموضة إلى طبق الدجاج تينولا (حساء الدجاج) في الفلبين.
وتُستخدم الأوراق الصغيرة والسيقان والفواكه لطهي الحساء مع السمك أو الثعابين البحرية في فيتنام.
وتُستعمل الأوراق المجففة والمطحونة في مالي، والتي تسمى أيضاً دجيسيما، ويشيع استخدامها في مطبخ سونغهاي، في مناطق تمبكتو وغاو والمناطق المحيطة بهما. وهي المكون الرئيسي في طبقين على الأقل، أحدهما يسمى دجيسيما-جونداي، حيث يُطهى الأرز ببطء في مرق يحتوي على الأوراق ولحم الضأن، والطبق الآخر يسمى دجيسيما-مافيه، حيث تُطهى الأوراق في صلصة الطماطم، بما في ذلك لحم الضأن أيضاً. مع ملاحظة أن دجيسيما-جونداي يُعتبر أيضاً طبقاً ميسور التكلفة.
ويُطلق عليه اسم موتيتي في ناميبيا، ويستهلكه الناس من منطقة كافانغو في شمال شرق ناميبيا.
يشار إلى الأوراق باسم أوسيلي أو نجاي نجاي في دول وسط إفريقيا؛ الكونغو كينشاسا والكونغو برازافيل والغابون، وتستخدم مهروسة، أو في صلصة، غالباً مع الأسماك و/أو الباذنجان.

### المشروبات
يُصنع مشروب من ثمار الكركديه (الكؤوس المزالة من البذور) في منطقة الكاريبي. ويُحضر عن طريق غلي ثمار الكركديه الطازجة أو المجمدة أو المجففة في الماء لمدة تتراوح من 8 إلى 10 دقائق (أو حتى يتحول لون الماء إلى اللون الأحمر)، ثم يُضاف السكر. يمكن أيضاً إضافة أوراق الغار والقرنفل أثناء الغليان. وغالباً ما يُقدم بعد تبريده. ينتشر هذا المشروب في سانت فينسنت والغرينادين، وترينيداد وتوباغو، وغيانا، وأنتيغوا، وباربادوس، وبليز، وسانت لوسيا، ودومينيكا، وغرينادا، وجامايكا، وجزر العذراء الأمريكية، وسانت كيتس ونيفيس حيث يُطلق على النبات أو الفاكهة اسم سوريل (حُميض). يعد المشروب واحداً من العديد من المشروبات غير المكلفة (أغوسا فريسكا) التي تُستهلك عموماً في المكسيك وأمريكا الوسطى؛ وعادة ما تُصنع من الفواكه الطازجة أو العصائر أو المستخلصات. يُعرف المشروب أحيانًا ببساطة باسم جامايكا (خامايكا حسب النطق الإسباني) في المطاعم المكسيكية في الولايات المتحدة. وهو شائع جداً في ترينيداد وتوباغو خاصةً كمشروب موسمي في عيد الميلاد حيث يفضل استخدام القرفة والقرنفل وأوراق الغار بدلاً من الزنجبيل. كما أنه شائع في جامايكا، وعادةً ما يكون منكهاً بالروم.
تُستخدم الكؤوس لإعداد مشروبات باردة وحلوة شائعة في المناسبات الاجتماعية، وغالباً ما تُمزج بأوراق النعناع وحلوى المنثول المذابة و/أو نكهات الفاكهة في غانا ومالي وموريتانيا والسنغال وغامبيا وبوركينا فاسو وساحل العاج وبنين.
الكركديه السوداني هو مشروب بارد يُصنع عن طريق نقع كؤوس الكركديه المجففة في الماء البارد طوال الليل في الثلاجة مع إضافة السكر وبعض عصير الليمون أو عصير الليمون الحامض. ثم يُشرب مع أو دون مكعبات الثلج بعد تصفية الزهور. يُضاف أحياناً الصنوبر المحمص في لبنان.
يُستخدم الكركديه في نيجيريا لصنع مشروب منعش يُعرف باسم زوبو ويضاف إليه عصائر الفاكهة الطبيعية من الأناناس والبطيخ. يُضاف الزنجبيل أيضًا في بعض الأحيان إلى المشروب المنعش.
يُصنع مشروب يُعرف باسم الكركديه المنعش من الشاي ومحلي وأحياناً عصير التفاح أو العنب أو الليمون في الولايات المتحدة. يُباع المشروب من قبل بعض شركات العصير. تُباع الكؤوس في أكياس تحمل علامة "فلور دي خامايكا" عادةً مع تزايد شعبية المطبخ المكسيكي في الولايات المتحدة، والتي كانت متوفرة منذ فترة طويلة في متاجر الأطعمة الصحية في الولايات المتحدة لصنع الشاي. تعتبر خاريتوس، بالإضافة إلى كونها مشروباً منزلياً شائعاً، علامة تجارية شهيرة للمشروبات الغازية المكسيكية، وهي تصنع مشروباً غازياً بنكهة فلور دي خامايكا. يمكن العثور على مشروبات خاريتوس المستوردة بسهولة في الولايات المتحدة. تُصنف المشروبات المصنوعة من ثمار الكركديه في فئة "المشروبات الحمراء" المرتبطة بغرب إفريقيا التي يستهلكها الأمريكيون من أصل أفريقي. تُقدم مثل هذه المشروبات الحمراء، والتي تُعرف الآن عادةً بالمشروبات الغازية، بشكل شائع في مطاعم الأطعمة الروحية وفي المناسبات الاجتماعية الأمريكية الإفريقية، بما في ذلك جونتينث، احتفالًا بتحرير العبيد.
تتوفر الكؤوس المجففة وشراب الحميض الجاهز على نطاق واسع وبسعر رخيص في محلات البقالة الكاريبية والآسيوية في المملكة المتحدة. تُستورد الكؤوس الطازجة بالأساس خلال شهري ديسمبر ويناير لصنع مشروبات الكريسماس ورأس السنة الجديدة، والتي غالباً ما تحول إلى كوكتيلات مع الروم. وهي سريعة التلف، وتفسد بسرعة بسبب العفن الفطري، لذا تُستخدم بعد الشراء مباشرة - على عكس المنتج المجفف، الذي يتمتع بعمر تخزين طويل.
يُستخدم الكركديه عادة لصنع شاي أعشاب سكري يُباع في الشارع في إفريقيا، وخاصة منطقة الساحل. يمكن العثور على الزهور المجففة في كل سوق. شاي الكركديه شائع جداً في إيطاليا حيث انتشر خلال العقود الأولى من القرن العشرين كمنتج نموذجي للمستعمرات الإيطالية. تنتج شركة كاريب بريوري، وهي شركة جعة في ترينيداد وتوباغو، "حميضاً مشروباً" يخلط بين شاي الكركديه والبيرة.
يُشرب الكركديه عموماً كمشروب بارد في تايلاند، ويمكن تحويله إلى نبيذ.
توجد أزهار الكركديه عادة في شاي الأعشاب التجاري، وخاصة الشاي الذي يُعلن عنه بنكهة التوت، حيث أنها تمنح المشروب لوناً أحمراً لامعاً.
تُباع أزهار الكركديه في أستراليا على هيئة أزهار الكركديه البرية في شراب كمنتج شهي. تتضمن الوصفات حشوها بجبن الماعز؛ وتقديمها على شرائح خبز فرنسي مخبوزة مع جبن بري؛ ووضع واحدة بالإضافة إلى القليل من الشراب في كأس شمبانيا قبل إضافة الشمبانيا - تتسبب الفقاعات في فتح الزهرة.
```
يُخمر عصير الكركديه لصنع نبيذ الكركديه الشهير باسم تشويا في 
دودوما
، تنزانيا.
```

### المعلبات
تُصنع مربى الكركديه في نيجيريا منذ العصور الاستعمارية ولا تزال تباع بانتظام في المهرجانات المجتمعية والأكشاك الخيرية. وهي مشابهة في النكهة لمربى البرقوق، على الرغم من أنه أكثر حمضية. وهو يختلف عن المربيات الأخرى في أنه يحصل على البكتين من غلي البراعم الداخلية لزهور الكركديه. ومن ثم فمن الممكن صنع مربى الكركديه دون أي شيء سوى براعم الكركديه والسكر.
تحول براعم الكركديه إلى "فواكه محفوظة" أو مربيات في بورما. اعتماداً على الطريقة والتفضيل، فقد تُزال البذور أو تُترك. وتتميز المربيات المصنوعة من براعم الكركديه والسكر، بلون أحمر وطعم لاذع.
عادةً ما يُحول الكركديه إلى نوع من المخللات في الهند.
يُصنع "جيلي حُميض" في ترينيداد.
تُصنع مربى الكركديه في كوينزلاند، أستراليا كمنتج محلي الصنع أو منتج متخصص يُباع في المناسبات والمناسبات المجتمعية الأخرى.
يُزرع النبات في المقام الأول لإنتاج الألياف اللحائية المستخدمة في الحبال المصنوعة من جذعها في الهند. ويمكن استخدام الألياف كبديل للجوت في صناعة الخيش. تُستخدم الخطميات، وتحديداً الكركديه، في الطب الشعبي كمدر للبول وملين خفيف.
تُصدر الكؤوس الحمراء للنبات باضطراد إلى الولايات المتحدة وأوروبا، وخاصة ألمانيا، حيث يُستخدم كملونات غذائية. ويمكن العثور عليها في الأسواق (مثل الزهور أو الشراب) في أماكن، مثل فرنسا، حيث توجد مجتمعات المهاجرين السنغاليين. تُستخدم الأوراق الخضراء كنسخة حارة من السبانخ. وهي تعطي نكهة للأسماك السنغالية وطبق الأرز المسمى ثيبوديان. لا يجرى الاحتفاظ بالسجلات الصحيحة، لكن الحكومة السنغالية تقدر الإنتاج والاستهلاك الوطني بنحو 700 طن (770 طن أمريكي) سنوياً. تعتبر أوراق النبات الخضراء المكون الرئيسي في كاري "تشين باونج كياو" في ميانمار.
يعزو البرازيليون الخصائص المعدية والملينة والمذيبة إلى جذور النبات المرة.

### طب الأعشاب (ارتفاع ضغط الدم)
خلصت دراسة تحليلية أجراها مؤسسة كوكرين لقياس ضغط الدم في 2021، إلى أن الأدلة غير كافية حالياً لتحديد ما إذا كان الكركديه، عند مقارنته بالدواء الوهمي، فعالاً في إدارة أو خفض ضغط الدم لدى الأشخاص المصابين بارتفاع ضغط الدم. تشير دراسة استقصائية أقدم (2015) في مجلة ارتفاع ضغط الدم إلى انخفاض نموذجي في ضغط الدم بنحو 7.5/3.5 وحدة (انقباضي/انبساطي). يشير كلاهما إلى الحاجة إلى دراسات إضافية مصممة بعناية.

## إنتاجه

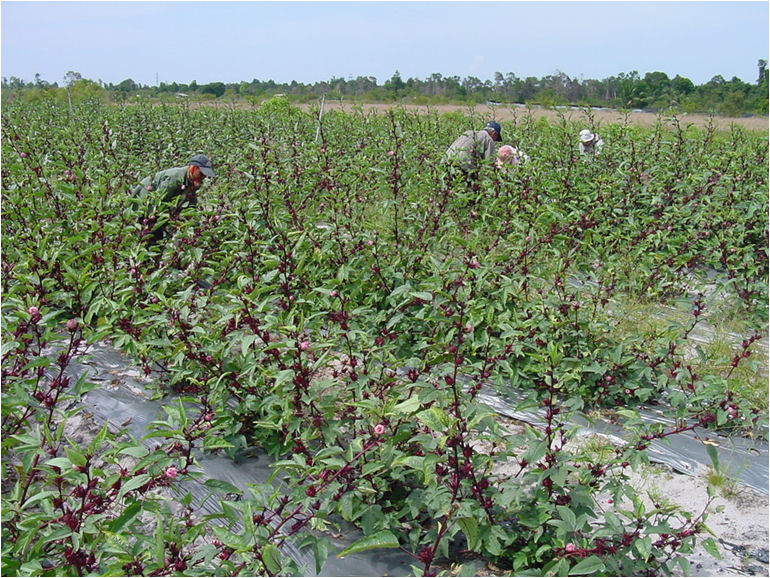
حصاد الكركديه المزروع في التربة الرملية في رو تاباي، ترغكانو، ماليزيا (سبتمبر 2002)

تعد الصين وتايلاند أكبر منتجين وتسيطران على جزء كبير من الصادرات العالمية. يأتي أفضل كركديه في العالم من السودان. ونيجيريا والمكسيك ومصر والسنغال وتنزانيا ومالي وجامايكا هم أيضاً من الموردين المهمين ولكن الإنتاج يستخدم في الغالب محلياً.
يُزرع الكركديه للحصول على ألياف نباتية في شبه القارة الهندية (خاصة في منطقة دلتا الغانغ). ويُطلق على الكركديه اسم ميستا (أو ميشتا) في المنطقة. وتستهلك معظم أليافه محلياً. ومع ذلك، فإن الألياف (وكذلك القصاصات أو أعقاب النباتات) من نبات الكركديه لها طلب كبير في الصناعات التي تستخدم الألياف الطبيعية.
الكركديه محصول جديد نسبياً لإقامة صناعة في ماليزيا. وقد استُقدم في أوائل التسعينيات ورُوج لزراعته التجارية لأول مرة في 1993 من قبل وزارة الزراعة في ترغكانو. كانت المساحة المزروعة بالكركديه 12.8 هكتاراً (30 فداناً) في 1993 وزادت باضطراد حتى بلغت ذروتها عند 506 هكتاراً (1000 فدان) بحلول عام 2000. أصبحت المساحة المزروعة حالياً أقل من 150 هكتاراً (400 فدان) سنوياً، مزروعة بنوعين رئيسيين. كانت ولاية ترغكانو هي أول وأكبر منتج، لكن الإنتاج انتشر حالياً إلى ولايات أخرى. وعلى الرغم من تناقص المساحة المزروعة على مدار العقد الماضي أو نحو ذلك، أصبح الكركديه معروفاً بتزايد لدى عامة الناس باعتباره مشروباً مهماً للصحة. وإلى حد ما، تُعالجة الكؤوس أيضاً كمخلل حلو وهلام ومربى.

## زراعته
أجريت أبحاث محدودة من قبل جامعة ملايا ومعهد البحوث الزراعية والتنمية الماليزي في السنوات الأولى. كما بدأ العمل البحثي في الجامعة الوطنية الماليزية في 1999.

### الموارد الوراثية للمحصول وتحسينها
يعد التنوع الوراثي هام لمزارعي النباتات لزيادة إنتاجية المحاصيل. هناك عدداً محدوداً للغاية من عينات البلازما الجرثومية المتاحة للتكاثر، نظراً لكون النبات نوعاً مستورداً في ماليزيا.
تحتفظ الجامعة الوطنية الماليزية بمجموعة بلازما جرثومية عاملة وتجري أبحاثاً زراعية لتحسين المحاصيل.

### التربية الطفرية
من الصعب إجراء التهجين التقليدي في الكركديه بسبب طبيعته التكاثرية غير المنتظمة. وبسبب هذا، بدأ برنامج تربية الطفرات لتوليد تنوع وراثي جديد. بدأ استخدام الطفرات المستحثة لتحسينه في 1999 بالتعاون مع المعهد الماليزي لأبحاث التكنولوجيا النووية (الوكالة النووية الماليزية حالياً) وأُنتجت بعض سلالات التربية الواعدة. الكركديه هو نوع رباعي الصبغيات؛ وبالتالي، تتطلب التجمعات المنفصلة وقتاً أطول لتحقيق التثبيت مقارنة بالأنواع ثنائية الصبغيات. في أبريل 2009، طرحت الجامعة الوطنية الماليزية ثلاثة أصناف جديدة باسم (UKMR-1) و(UKMR-2) و(UKMR-3). طُورت هذه الأصناف الجديدة باستخدام صنف "عربي" كصنف أصلي في برنامج تربية الطفرات الذي بدأ في 2006.

### التهجين الطبيعي في ظل الظروف المحلية
أجريت دراسة لتقدير كمية التهجين الخارجي في ظل الظروف المحلية في ماليزيا. وقد وجد أن التهجين الخارجي حدث بمعدل منخفض للغاية يبلغ حوالي 0.02%. ومع ذلك، فإن هذا المعدل أقل بكثير مقارنة بتقديرات التلقيح المتبادل الطبيعي بين 0.20% و0.68% كما ورد في جامايكا.

## معرض الصور

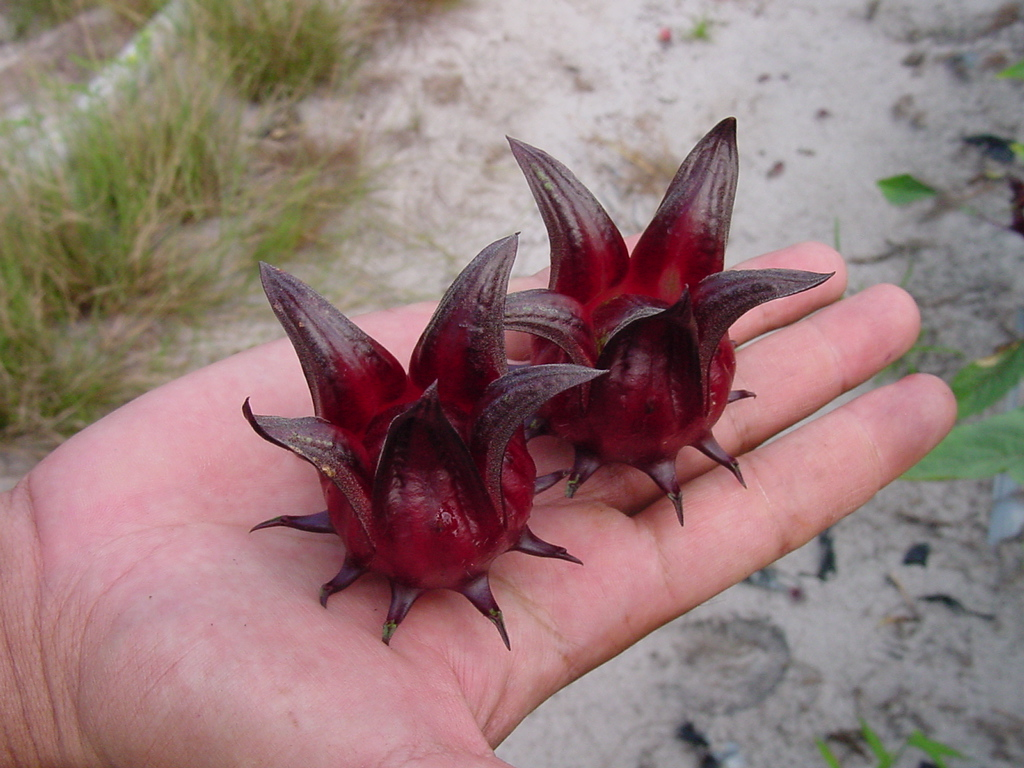
صنف شائع من الكركديه في ماليزيا باسم ترينجانو. تُحصد ثمار الكركديه طازجة، ويُجعل من كؤوسها مشروباً غنياً بفيتامين سي والأنثوسيان.
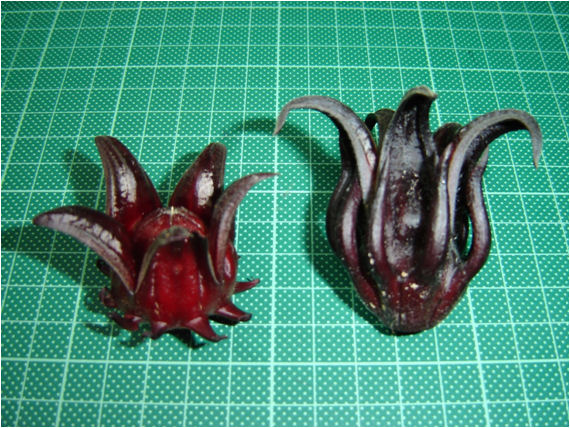
يُزرع في ماليزيا صنفان - على اليسار "ترينجانو" أو UMKL-1، وعلى اليمين "عربي". وينتج الصنفان حوالي 8 أطنان/هكتار (3.6 طن قصير/فدان) من الثمار الطازجة أو 4 أطنان/هكتار (1.8 طن قصير/فدان) من الكؤوس الطازجة. وفي المتوسط، ينتج صنف عربي أكثر وتكون نسبة الكأس إلى الكبسولة أعلى.
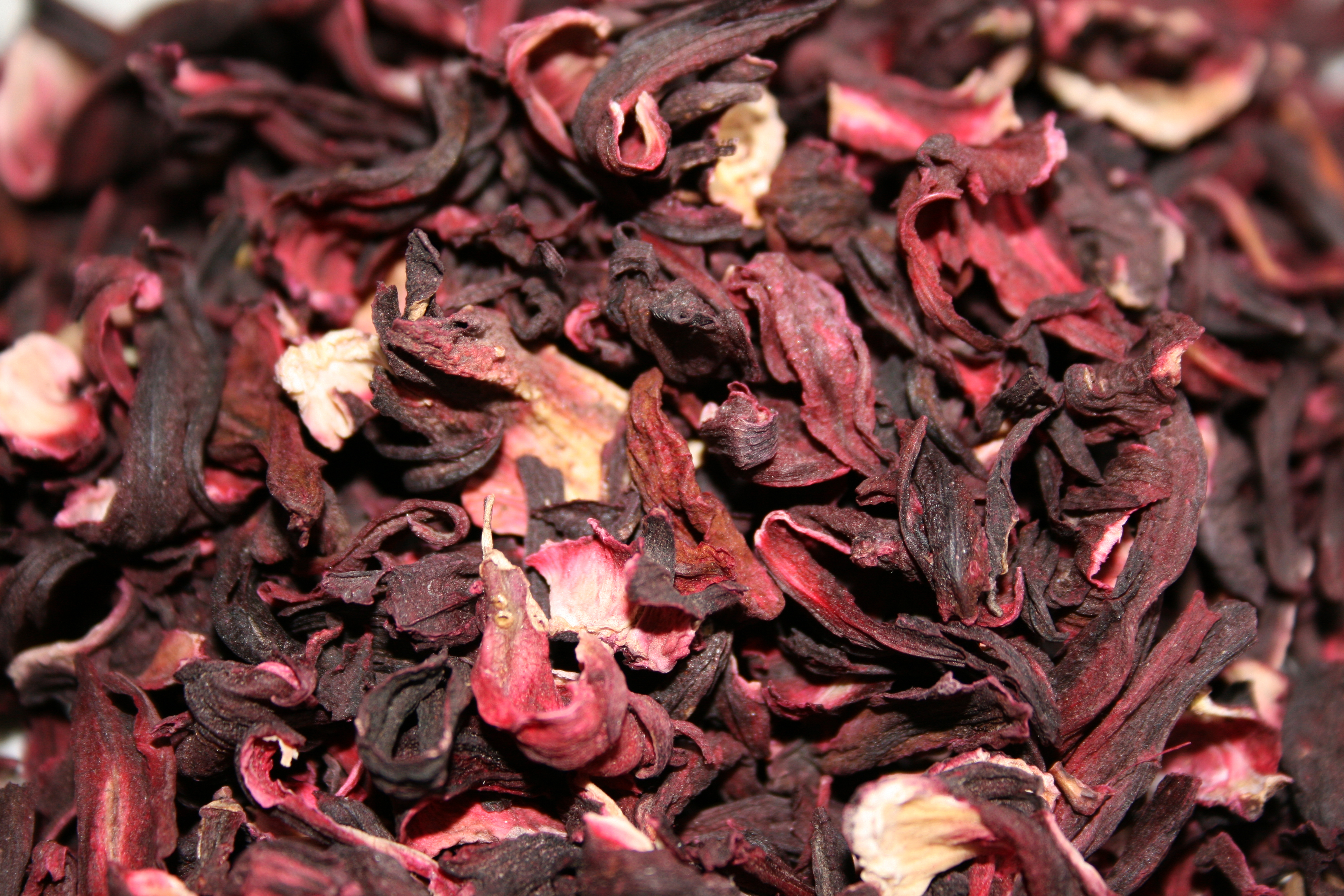
يمكن الحصول على كؤوس الكركديه المجففة بطريقتين، الطريقة الأولى هي حصاد الثمار طازجة وتزيينها ثم تجفيف الكؤوس، والطريقة الثانية هي ترك الثمار لتجف على النباتات إلى حد ما ثم حصاد الثمار المجففة وتجفيفها أكثر إذا لزم الأمر ثم فصل الكؤوس عن الكبسولات.
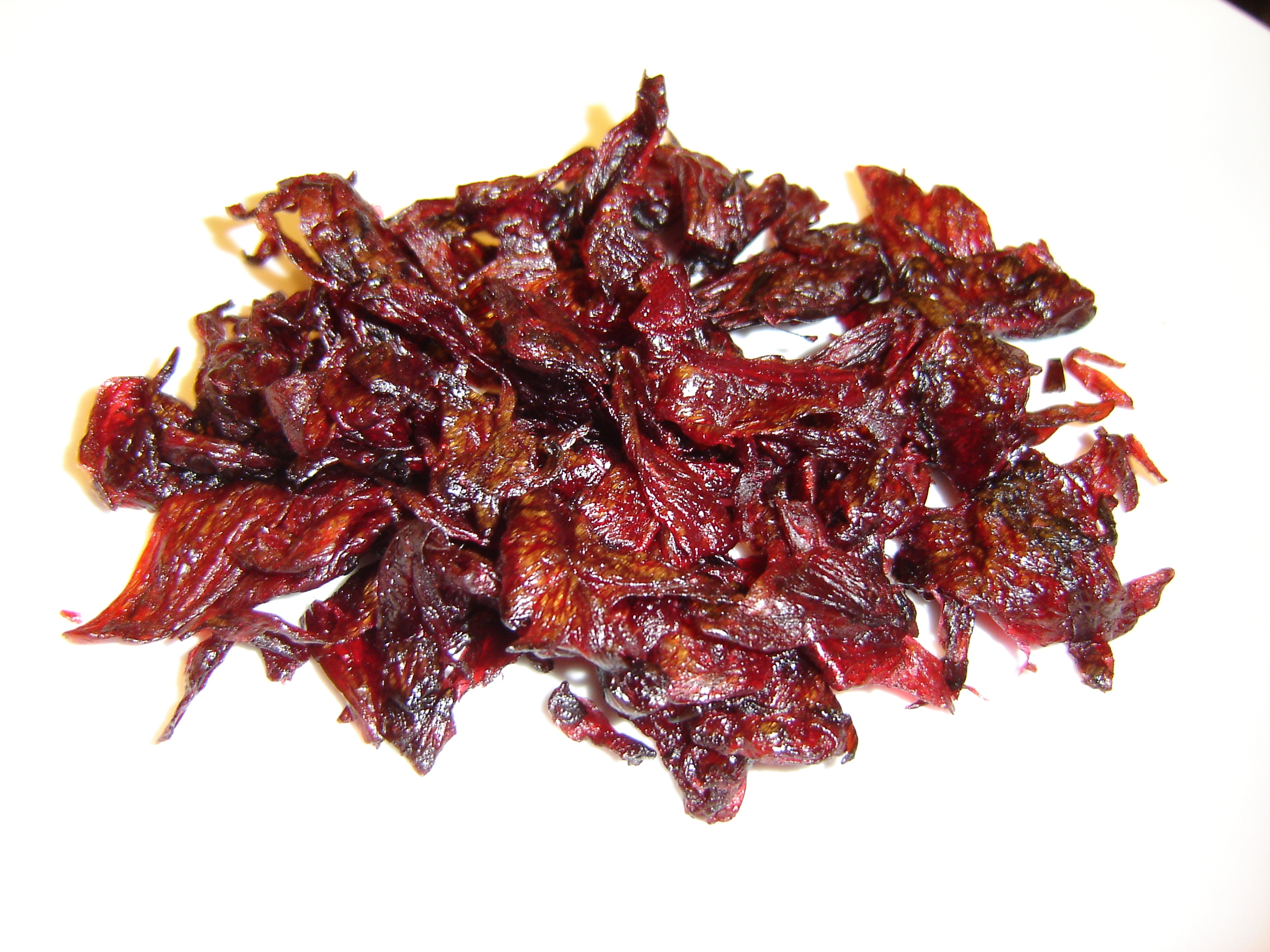
يمكن معالجة كؤوس الكركديه وتحويلها إلى مخلل حلو. وعادة ما يُنتج هذا المخلل كمنتج ثانوي لإنتاج العصير. ومع ذلك، قد يتطلب المخلل الحلو عالي الجودة عملية إنتاج خاصة.
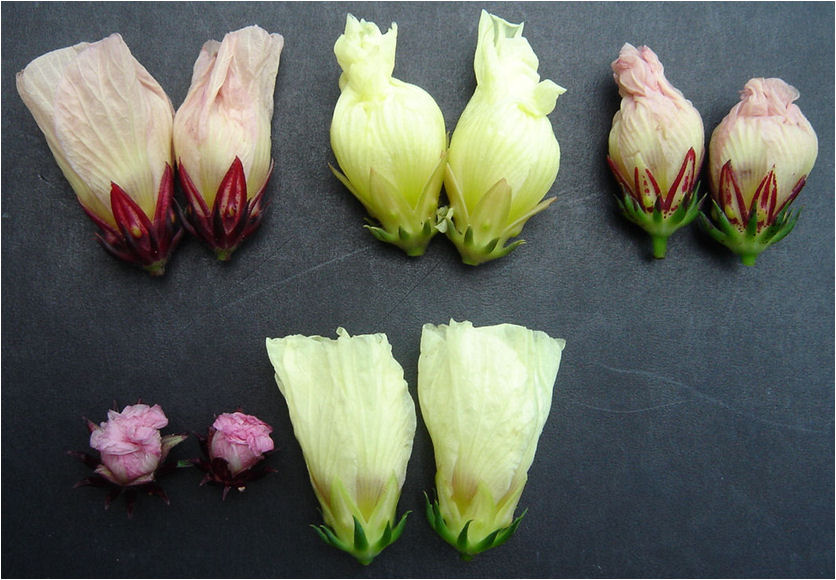
تباين في لون زهرة الكركديه (نوع رباعي الصبغيات)
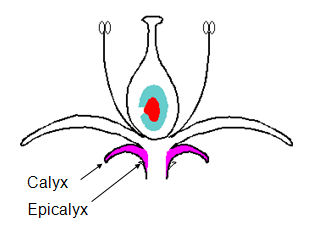
الكأس (مصطلح جماعي لكأس الزهرة)؛ الكأس الزائفة (مصطلح جماعي للهياكل الموجودة على الكأس الحقيقية أو أسفلها أو بالقرب منها). تظهر بعض الأصناف هياكل الكأس الزائفة الواضحة، مثل تلك الموجودة في صنف عربي.
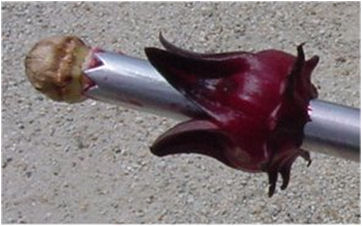
التفصيص - إزالة كبسولة البذور من الفاكهة باستخدام أداة يدوية بسيطة للحصول على كأسها.
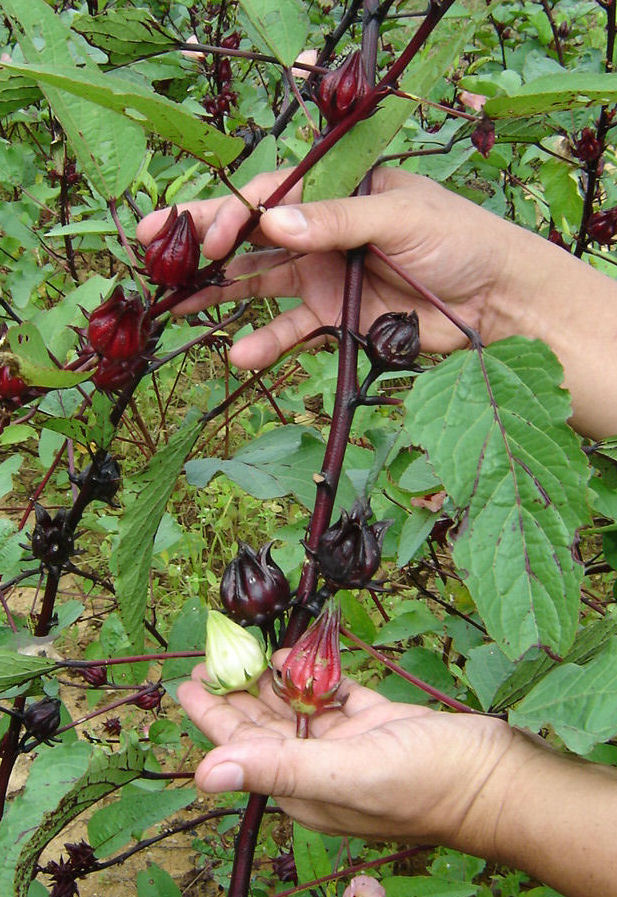
تم تطوير بعض خطوط التربية من برنامج تربية الطفرات في الجامعة الوطنية الماليزية.

## للاستزادة
- Chau، J. W.؛ Jin، M. W.؛ Wea، L. L.؛ Chia، Y. C.؛ Fen، P. C.؛ Tsui، H. T. (2000). "Protective effect of Hibiscus anthocyanins against tert-butyl hydroperoxide-induced hepatic toxicity in rats". Food and Chemical Toxicology. ج. 38 ع. 5: 411–416. DOI:10.1016/S0278-6915(00)00011-9. PMID:10762726.
- Mohamad، O.؛ Mohd. Nazir، B.؛ Abdul Rahman، M.؛ Herman، S. (ديسمبر 2002). "Roselle: A new crop in Malaysia". Buletin Persatuan Genetik Malaysia. ج. 8 ع. 1: 12–13.
- Mohamad، O.؛ Mohd. Nazir، B.؛ Azhar، M.؛ Gandhi، R.؛ Shamsudin، S.؛ Arbayana، A.؛ Mohammad Feroz، K.؛ Liew، S.K.؛ Sam، C.W.؛ Nooreliza، C.E.؛ Herman، S. (2002). "Roselle improvement through conventional and mutation breeding". Proceedings of INC 2002. International Nuclear Conference 2002: Global Trends and Perspectives, Seminar I: Agriculture and Biosciences: 23–41. RN:34030224, TRN: MY0301988030224. مؤرشف من الأصل في 2021-11-07.
- Mohamad، O.؛ Ramadan، G.؛ Herman، S.؛ Halimaton Saadiah، O.؛ Noor Baiti، A. A.؛ Ahmad Bachtiar، B.؛ Aminah، A.؛ Mamot، S.؛ Jalifah، A.L. (2008). "A promising mutant line for roselle industry in Malaysia". FAO Plant Breeding News. ج. 195. مؤرشف من الأصل في 2016-04-10.
- Pau، L. T.؛ Salmah، Y.؛ Suhaila، M. (2002). "Antioxidative properties of roselle (Hibiscus sabdariffa L.) in linoleic acid model system". Nutrition & Food Science. ج. 32 ع. 1: 17–20. DOI:10.1108/00346650210413951.
- Vaidya، K. R. (2000). "Natural cross-pollination in roselle, Hibiscus sabdariffa L. (Malvaceae)". Genetics and Molecular Biology. ج. 23 ع. 3: 667–669. DOI:10.1590/S1415-47572000000300027.

## وصلات خارجية
- فوائد الكركديه
- Roselle on الموسوعة البريطانية
- "Roselle". NewCROP, Center for New Crops & Plant Products. جامعة بيردو. مؤرشف من الأصل في 2024-12-06.
- Stephens، James M. (2018). "Roselle — Hibiscus sabdariffa L." Horticultural Sciences Department, جامعة فلوريدا. HS659. مؤرشف من الأصل في 2021-03-03.
- Jus de Bissap نسخة محفوظة 7 يوليو 2013 على موقع واي باك مشين. ("Roselle juice")